# Марко Вешовић (фудбалер)
Марко Вешовић (Титоград, 28. август 1991) је црногорски фудбалер који тренутно наступа за Карабаг.

## Каријера
Вешовић је каријеру почео у подгоричкој Будућности а један период је провео и на позајмици у градском ривалу Младости. У јуну 2010. је потписао четворогодишњи уговор са Црвеном звездом. Наредне три и по године је провео у Звезди и учествовао је у освајању Купа Србије за сезону 2011/12. У јануару 2014. је потписао трогодишњи уговор са Торином. Забележио је три наступа за Торино у Серији А током пролећног дела сезоне 2013/14, а онда је 1. септембра 2014. прослеђен на позајмицу у Ријеку. Лета 2015. је раскинуо уговор са Торином и потписао трогодишњи уговор са Специјом из које је одмах враћен у Ријеку на једногодишњу позајмицу. Са Ријеком је освојио дуплу круну у Хрватској у сезони 2016/17. Почетком 2018. године потписао је за Легију из Варшаве. Исте године са клубом је освојио пољску Екстракласу као и национални Куп. Напустио је Легију по истеку такмичарске 2020/21, пошто му није понуђен нови уговор. У јулу 2021. потписао је за Карабаг.
За сениорску репрезентацију Црне Горе је дебитовао 15. октобра 2013. на утакмици са Молдавијом у квалификацијама за Светско првенство 2014. године.

## Трофеји

### Црвена звезда
- Куп Србије (1) : 2011/12.

### Ријека
- Првенство Хрватске (1) : 2016/17.
- Куп Хрватске (1) : 2016/17.

### Легија Варшава
- Екстракласа (1) : 2017/18.
- Куп Пољске (1) : 2017/18.

### Карабаг
- Премијер лига Азербејџана (2) : 2021/22, 2022/23.
- Куп Азербејџана (1) : 2021/22.